# Carmen Famadas
María del Carmen Famadas Soler (Argentona, 11 aprile 1944 – Argentona, 25 luglio 2024) è stata una cestista spagnola.

## Carriera
Con la Spagna disputò i Campionati europei del 1974.